# Jon Huntsman
Jon Meade Huntsman, Jr. (Redwood City, California, 26 de marzo de 1960), empresario, diplomático y político estadounidense, perteneciente al Partido Republicano. Fue gobernador de Utah entre 2005 y 2009. 
En 2012 fue precandidato a la postulación presidencial para las elecciones de noviembre, pero renunció a la precandidatura a mediados de enero, dándole su respaldo a Mitt Romney.